# Брадфорд (переписна місцевість, Вермонт)
Брадфорд (англ. Bradford) — переписна місцевість (CDP) в США, в окрузі Орандж штату Вермонт. Населення — 907 осіб (2020).

## Географія
Брадфорд розташований за координатами 43°59′43″ пн. ш. 72°7′37″ зх. д. / 43.99528° пн. ш. 72.12694° зх. д. (43.995279, -72.127064).  За даними Бюро перепису населення США в 2010 році переписна місцевість мала площу 1,45 км², з яких 1,40 км² — суходіл та 0,04 км² — водойми.

## Демографія
Згідно з переписом 2010 року, у переписній місцевості мешкало 788 осіб у 310 домогосподарствах у складі 182 родин. Густота населення становила 544 особи/км².  Було 348 помешкань (240/км²).
Расовий склад населення:
| - 95,4 % — білих - 1,0 % — азіатів - 0,8 % — корінних американців - 0,5 % — чорних або афроамериканців - 0,1 % — вихідців з тихоокеанських островів |

До двох чи більше рас належало 1,8 %. Частка іспаномовних становила 1,1 % від усіх жителів.
За віковим діапазоном населення розподілялося таким чином: 27,2 % — особи молодші 18 років, 59,3 % — особи у віці 18—64 років, 13,5 % — особи у віці 65 років та старші. Медіана віку мешканця становила 34,3 року. На 100 осіб жіночої статі у переписній місцевості припадало 79,5 чоловіків;  на 100 жінок у віці від 18 років та старших — 73,9 чоловіків також старших 18 років.
Середній дохід на одне домашнє господарство  становив 54 846 доларів США (медіана — 40 750), а середній дохід на одну сім'ю — 71 451 долар (медіана — 52 083). За межею бідності перебувало 22,9 % осіб, у тому числі 23,9 % дітей у віці до 18 років та 20,2 % осіб у віці 65 років та старших.
Цивільне працевлаштоване населення становило 394 особи. Основні галузі зайнятості: освіта, охорона здоров'я та соціальна допомога — 39,8 %, роздрібна торгівля — 12,9 %, мистецтво, розваги та відпочинок — 11,4 %.